# Cathal Ó Searcaigh
Cathal Ó Searcaigh (Dún na nGall / Donegall, comtat de Donegal, 1956) és un escriptor i poeta en gaèlic irlandès, que viu als peus del mont Errigal i escriu en dialecte de l'Ulster.
És membre d'Aosdana, i ha obtingut alguns premis 

## Obres
- An Bealach ‘na Bhaile (Retorn a casa, 1983)
- Súile Shuibhne (1983)
- Na Buachaillí Bána (1995)
- Mairimid leis na Mistéirí
- An Tnúth leis an tSolas (2001).